# 王光美
王光美（1921年9月26日—2006年10月13日），籍貫天津，出生於北京，中國政治人物、社會運動家、慈善家及政治迫害受難者。她是刘少奇（曾任首任全国人民代表大会常务委员会委员长、第二任中华人民共和国主席等職務）的第六任（最末任）配偶。

## 生平概略

### 民国时期
1921年9月26日（陰曆八月廿五），王光美出生於京兆地方。她的父親是王治昌；當時他擔任中國中央政府經濟專門委員，且正於美国出席華盛頓九國會議，得悉出生時取名“光美”，家中兄妹十一人中排行第七（母親為董洁如，字澄甫，為王治昌第三任妻子）。1928年9月，王光美在北師大二附小就學，即現在的北京實驗二小。中學先就讀于北師大一附中，日本佔領時期轉學于北平志誠中學，即現在的北京35中學和豐盛中學。1945年畢業於輔仁大學，獲物理學學士（光學專業）與碩士學位，是中國首位原子物理女碩士畢業生，並留校任研究生助教。她打算赴美国继续攻读博士学位，并考取密歇根大学物理学博士全额奖学金。 1946年春节，中共北平地下党邀请她担任北平军事调处执行部中共代表团的英文翻译，因她在抗日战争胜利前夕就与中共北平地下党有联系，并结识了中共辅仁大学工委领导人崔月犁，历任北平軍調處執行部的中共中央军委外事组翻译，她选择了放弃赴美国留学；6月底全面内战爆发后，她奔赴延安，后担任中共晋绥分局兴县土改工作团团员、中共中央外事组研究处科员等职。1948年加入中国共产党，同年8月21日，與劉少奇於西柏坡結婚。當時，王光美27岁，刘少奇50岁。

### 中華人民共和国时期
中華人民共和國成立後，任刘少奇秘书，劉少奇出任國家主席後多次隨劉到外國出訪。外国媒体多以“第一夫人”称呼王光美，引起毛泽东夫人江青不满，江青认为自己作为中共中央主席的夫人，才是理所当然的第一夫人，这为以后文化大革命批斗刘少奇夫妇两人埋下伏线。四清运动前期，王光美带工作队到河北省抚宁县卢王庄公社桃园大队搞试点，总结出“桃园经验”。

1967年4月10日文革，王光美穿旗袍、戴乒乓球項鍊，被拱上批鬥大會

“文化大革命”初期，王光美参与其中。1966年6月19日，出任清华大学工作组的顾问，严厉打击蒯大富，在清华掀起长达25天的“反蒯运动”。后形势变化，工作组撤销。1967年1月6日，與蒯大富關係密切的、主要由清華大學电机系二年级學生組成的「捉鬼隊」向王光美打去電話，冒充醫生及交警，稱她正在读中学的女儿刘平平在路上被汽车轧断了腿，要动手术，要她到医院来签字。她一到医院，便被清华大学造反派扣押，此即“智擒王光美”事件。王光美在文化大革命中因其的桃园经验而遭到造反派批斗，被冠稱為“梅花党的党魁”。1967年4月10日，清华大学召开30万人的批斗王光美大会，王光美穿旗袍、戴乒乓球项链接受红卫兵批斗，举国轰动。同年7月中旬，被控「美國特務」，投入秦城監獄。在獄中，王光美只被允許坐在舖上不許走路，長達一年半的時間沒有放風。至1972年，王光美入狱后，第一次见到孩子之前几小时才得知刘少奇已经被迫害死亡。文革中，林彪、江青等力主处以王光美死刑，但毛泽东批示“刀下留人”。
1978年3月当选第五届全国政协委员，同年12月，恢復了其人身自由及其地位。1979年，任中国社会科学院外事局局长。1984年起，任輔仁大學北京校友會會長。1989年，王光美罹患乳腺癌，前后歷經两次大手术。之后尚因肿瘤转移，再次接受大手术。1995年1月，任中国人口福利基金会发起的扶贫计划“幸福工程”组织委员会主任。1996年秋天，她拿出母亲作为纪念留下的古董拍卖，所得56.6万元人民币全部捐献给“幸福工程”。1998年10月获第三屆「中國人口獎」榮譽獎。
2000年左右，又接受一次手術，身體漸變衰弱。2005年，辭去計畫主任一職。2006年10月13日凌晨3时42分，在北京醫院因肺部感染引起心臟衰竭病逝；告別式於10月21日在北京八寶山革命公墓舉行。逝世4日後被中國扶貧基金會選為第二届中国「消除贫困奖」成就獎得獎人。

## 荣誉

### 外国勋章奖章
- 柬埔寨王家大十字勋章（柬埔寨，1964年10月5日于北京颁发[16]）

## 著作
- 《你所不知道的刘少奇》王光美、刘源等著，2000年7月河南人民出版社初版，ISBN 7-215-04680-X/K
- 《王光美访谈录》黃崢 整理，2004年中央文献出版社初版，ISBN 7507320243
- 《我与少奇》王光美回忆文集 2006年中央文献出版社

## 家庭
- 丈夫劉少奇（首任全国人大常委会委员长、第二任中华人民共和国主席）
- 長女劉平平（後改名“王晴”）（1949年5月13日－2009年12月3日）：美国哥伦比亚大学食品教育博士。
- 儿子刘源（1951年2月22日－）（中国人民解放军上将，曾任中国人民解放军总后勤部政治委员，现任全国人大财政经济委员会副主任委员）
- 二女劉亭（1952年4月1日－）：1986年获得美国哈佛大学哈佛商学院工商管理硕士学位；曾就职于美国洛克菲勒公司，为联亚集团董事长兼总裁、北京联亚投资公司董事长兼总裁、中贸圣佳国际拍卖有限公司董事长。
- 小女劉瀟瀟（1960年－）：1979年考入北京大学生物学系。1980年考入上海同济大学留德班学习。1981年进入德国波恩大学和卡乐斯堡工学院攻读生物遗传工程学。1987年获生物工程硕士学位。同年回国创业。
- 四哥王士光，原名王光杰（曾任第四机械工业部副部长、电子工业部总工程师）
- 五哥王光复（抗日时期，中华民国空军王牌飞行员，後來在台灣任空軍總部作戰處長）
- 六哥王光英（1983年創立中國光大集團，曾出任中華人民共和國全國人大常委會副委員長）

## 外部連結
- 幸福工程的王光美
- 王光美谈毛泽东与刘少奇分歧始末
- 中国新闻周刊：王光美，传奇人生谢幕 （页面存档备份，存于）
- 《傳奇王光美 （页面存档备份，存于）》王子君 编辑，《时代潮》雜誌2001年第18期

| 榮銜                   | 榮銜                                 | 榮銜                               |
| ---------------------- | ------------------------------------ | ---------------------------------- |
| 前任： 江青 毛泽东夫人 | 中华人民共和国主席夫人 1959年–1968年 | 繼任： 林佳楣 李先念夫人（1983年） |